# Josh Hall (navigateur)
Josh Hall, né le 18 mai 1962 à Ipswich, est un navigateur et skipper professionnel britannique.

## Biographie
Josh Hall fait ses débuts en course au large parmi l'équipage du catamaran British Airways de Robin Knox-Johnston, de 1984 à 1987. Il court le BOC Challenge 1990-1991 à bord du 50 pieds New Spirit of Ipswich et termine troisième de sa classe, malgré une opération du genou à Sydney qui le contraint à finir la course avec une attelle.
En 1994, Josh Hall obtient le soutien du groupe financier Gartmore et acquiert l'ancien 60 pieds Écureuil d'Aquitaine de Titouan Lamazou (2e du BOC Challenge 1988-1989) et Lada-Poch de Loïck Peyron (2e du Vendée Globe 1989-1990). Il s'inscrit au BOC 1994, mais heurte un conteneur immergé lors de la première étape entre Charleston et Le Cap. Gartmore coule et Hall est secouru par l'Australien Alan Nebauer, à bord de Newcastle Australia,.
En 1996, il court la Transat anglaise sur le nouveau 60 pieds Gartmore. Il termine 6e au général et 3e monocoque. L'année suivante, il participe à la Transat Jacques-Vabre en double avec Bob Hooke mais est contraint à l'abandon. En 1999, il termine 7e et dernier 60 pieds, avec son équipier Alex Thompson.
En 2000, il termine 9e du Vendée Globe, en 111 jours. Quelques mois plus tard, il termine 4e de l'EDS Atlantic Challenge, avec Christophe Auguin pour tacticien sur les deux premières étapes.
Il devient ensuite l'organisateur de la Global Ocean Race, une course autour du monde pour monocoques de 40 pieds (Class40) dont la première édition se déroule en 2008. Il s'agit de la première course qui propose un parcours dans l'océan Pacifique et un passage du Cap Horn sur des Class40.

## Palmarès
- 1994
  - Abandon dans le BOC Challenge sur Gartmore

- 1996
  - 3e de la Transat anglaise en classe 60 pieds sur Gartmore Investisment

- 1997
  - Abandon dans la Transat Jacques-Vabre sur Gartmore Investisment en double avec Bob Hooke

- 1999
  - 7e dans la Transat Jacques-Vabre en IMOCA sur Gartmore Investisment en double avec Alex Thompson

- 2001
  - 9e du Vendée Globe